# Esperhöhle
Die Esperhöhle ist eine natürliche Karsthöhlenruine bei Leutzdorf, einem Ortsteil der oberfränkischen Gemeinde Gößweinstein im Landkreis Forchheim in Bayern.
Die Höhlenruine liegt in der Fränkischen Schweiz, einem Teil der Fränkischen Alb und wurde im 18. Jahrhundert erstmals erforscht.
Die Höhle ist als Naturdenkmal  ausgewiesen und im Höhlenkataster Fränkische Alb (HFA) als D 105 und Geotop-Nummer: 474H004 registriert.

## Geografische Lage
Die Esperhöhle liegt im Naturpark Fränkische Schweiz-Veldensteiner Forst knapp 900 Meter nordwestlich des Gößweinsteiner Ortsteils Leutzdorf in der zerklüfteten Nordflanke eines 469,3 m ü. NN hohen und bewaldeten  Berges. Ihr Eingang befindet sich südlich oberhalb des Wiesenttals auf rund 440 m ü. NN. Vor der Höhle liegt eine große Doline, die durch den Einbruch des Höhlendachs entstand.

## Geschichte und Beschreibung
Die Höhle wurde im 18. Jahrhundert von dem Pfarrer Johann Friedrich Esper, nach dem sie benannt ist, erstmals bis zu ihrem Ende erforscht.
In der Höhle, heute als ein Bodendenkmal klassifiziert, konnte man eine Vielzahl menschlicher Knochen und Artefakte aus der Späthallstatt- und Frühlatènezeit finden, daher wird dort ein Bestattungsort oder Opferplatz vermutet; die Funde befinden sich im Naturhistorischen Museum Nürnberg.
Die Höhlenruine besteht aus Grotten, Einbrüchen und Nebenräumen. Der interessanteste Höhlenteil ist ein etwa 22 Meter tiefer Schacht, der nur mittels Einseiltechnik begehbar ist. Am Boden des sogenannten Klinglochs befinden sich mehrere Wasserbecken mit durchgehenden Tropfsteinen (Stalagnaten) in der Höhlenwand. Es gibt kleine Nebenkammern, in denen man klettern kann und von denen man im Klingloch, zwei Meter höher, wieder herauskommt.
Die Höhle wurde von den Anwohnern lange Zeit genutzt, um Eis einzulagern. Die vorderen Höhlenteile sind relativ leicht zugänglich und liegen tief. In der kühlen Höhle bildete sich durch die Einlagerung am Boden eine Schicht aus kalter Luft, die das Eis bis in den August hinein konservierte.

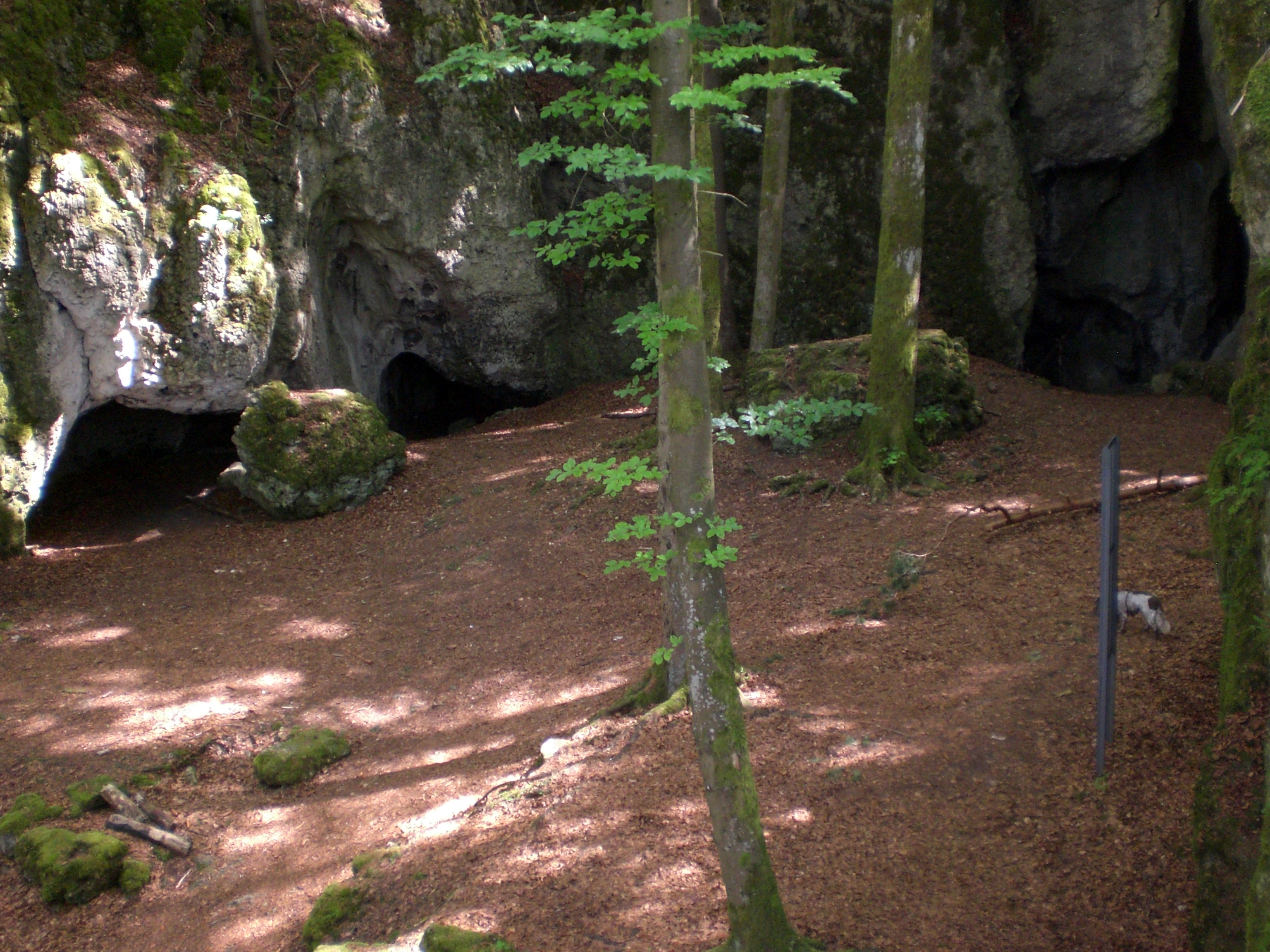
Vorplatz
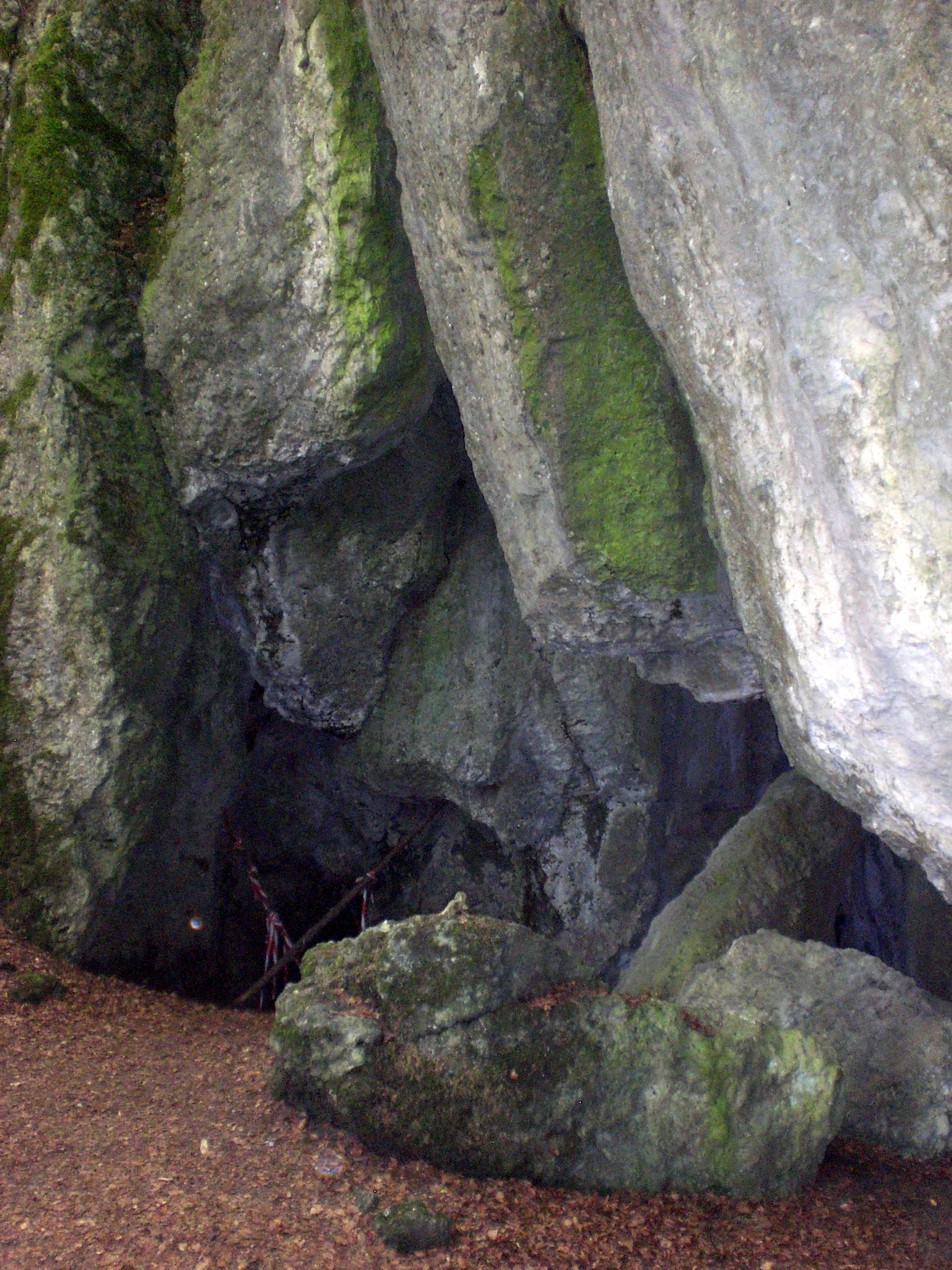
Klingloch
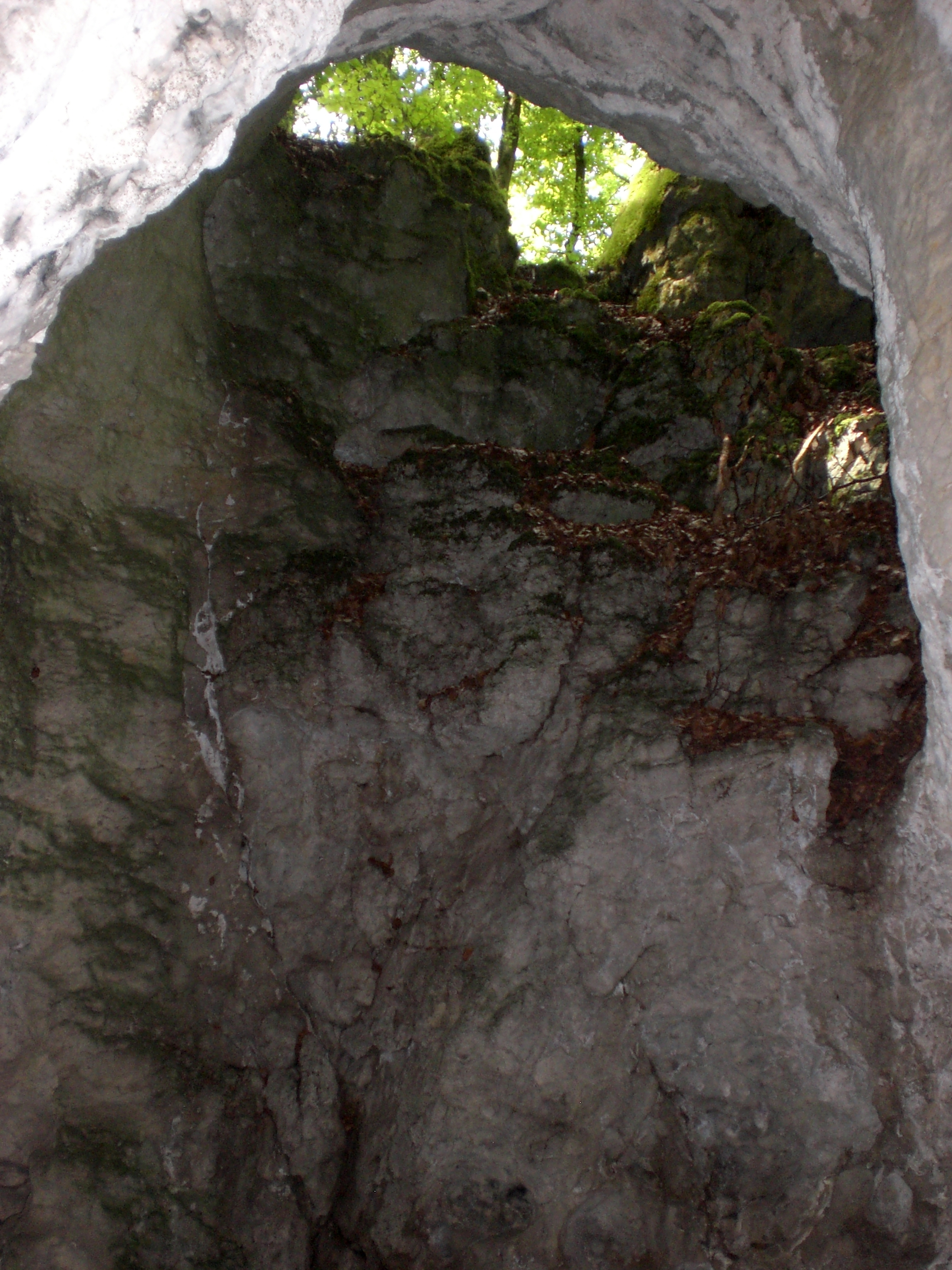
Deckendurchbruch (Doline)
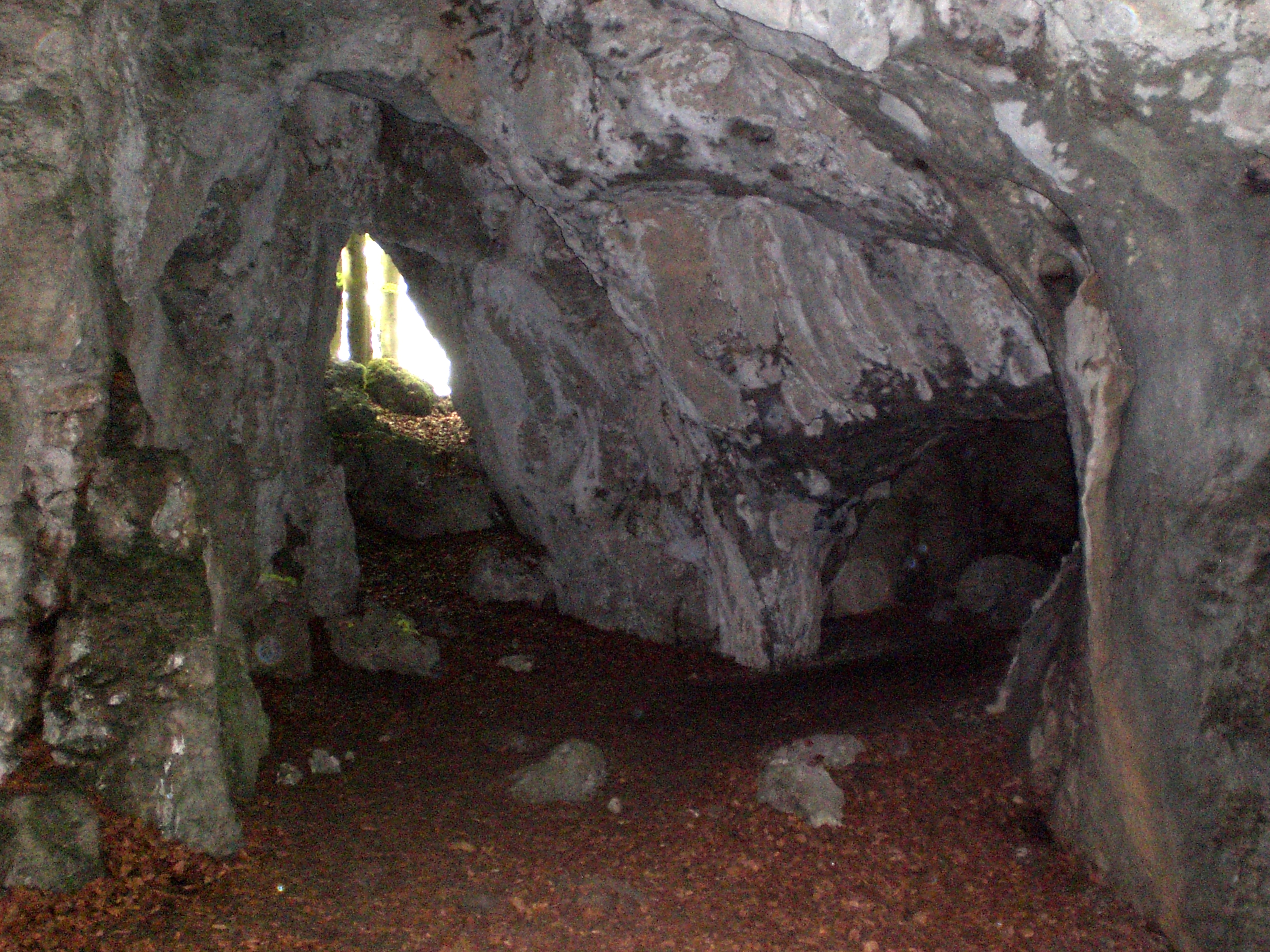
Seitenkammer